# Lakewood (Metro de Los Ángeles)
Lakewood es una estación en la línea Verde del Tren Ligero de Los Ángeles y es administrada por la Autoridad de Transporte Metropolitano del Condado de Los Ángeles. La estación se encuentra localizada entre Century Freeway y Lakewood Boulevard en Downey, California.

## Conexiones de autobuses
- Metro Local: 117, 265, 266